# Chiniot (Distrikt)
Der Distrikt Chiniot ist ein Verwaltungsdistrikt in Pakistan in der Provinz Punjab. Sitz der Distriktverwaltung ist die gleichnamige Stadt Chiniot.
Der Distrikt hat eine Fläche von 2643 km² und nach der Volkszählung von 2017 1.495.982 Einwohner. Die Bevölkerungsdichte beträgt 566 Einwohner/km². Im Distrikt wird zur Mehrheit die Sprache Panjabi gesprochen.

## Lage
Der Distrikt befindet sich im Zentrum der Provinz Punjab, die sich im Westen von Pakistan befindet.

## Geschichte
Die Region war eine wichtige Landwirtschaftsregion während der Zeit der Indus-Kultur. Später wurde die Region u. a. von den Indoariern, Griechen, Maurya, Kuschana, Gupta, Ghaznawiden, Mogulen, Sikhs und Briten kontrolliert. Der moderne Distrikt entstand im Februar 2009 aus Teilen von Jhang.

## Demografie
Zwischen 1998 und 2017 wuchs die Bevölkerung um jährlich 1,71 %. Von der Bevölkerung leben ca. 26 % in städtischen Regionen und ca. 74 % in ländlichen Regionen. In 266.109 Haushalten leben 724.205 Männer, 771.744 Frauen und 33 Transgender, woraus sich ein Geschlechterverhältnis von 93,8 Männer pro 100 Frauen ergibt und damit einen für Pakistan seltenen Frauenüberschuss.
| Jahr | Einwohnerzahl |
| ---- | ------------- |
| 1972 | 570.775       |
| 1981 | 694.080       |
| 1998 | 965.124       |
| 2017 | 1.495.982     |